# Taifa de Murviedro y Sagunto
La Taifa de Murviedro y Sagunto era un reino medieval taifa que existió en un corto período de 1086 a 1092.

## Historia
La taifa de Murviedro y Sagunto fue gobernada por el emir Abu Isa Lubbun. Fue conquistada por los almorávides en 1092.

## Lista de Emires

### Dinastía Lubbunid
- Abu 'Isa Lubbun: 1086–1092